# تماثيل جصية سلجوقية

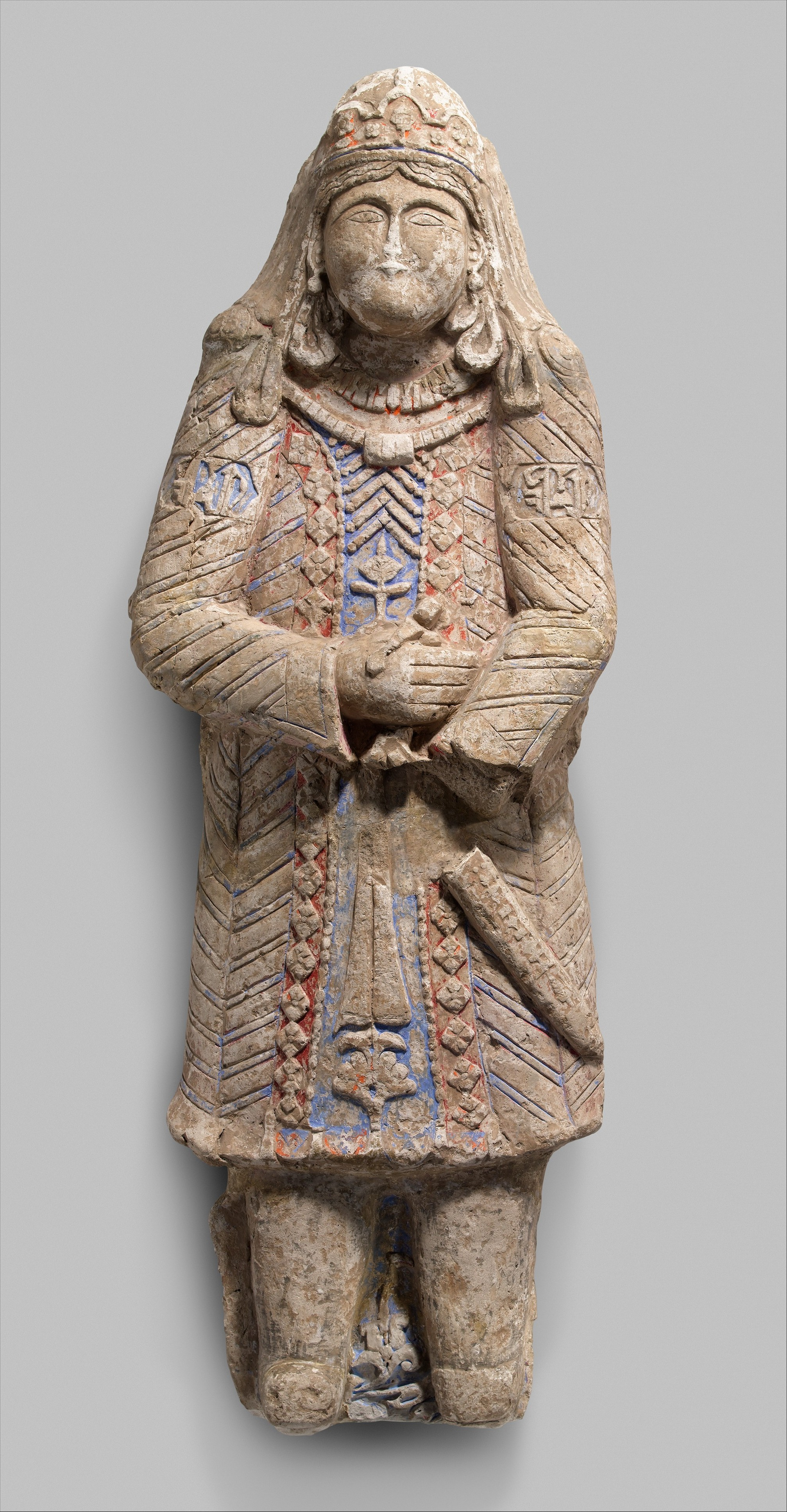
تمثال سلجوقي ملكي مصنوع من الجص معروض في متحف متروبوليتان للفنون. قد يزين هذا الشكل جدار قصر سلجوقي من القرن الثاني عشر.

التماثيل الجصية السلجوقية هي أشكال من الجص وجدت في مناطق الإمبراطورية السلجوقية، من «العصر الذهبي» بين القرنين الحادي عشر والثالث عشر. قاموا بتزيين الجدران الداخلية وأفاريز القصور السلجوقية، إلى جانب زخارف أخرى من الجص المُزخرف، وإخفاء الجدار خلفهم. تم رسم الأشكال بألوان زاهية وغالبًا ما كانت مُذهبة. كانوا يمثلون الشخصيات الملكية وكانوا رموز القوة والسلطة.

## الفن الإسلامي السلجوقي
كان السلاجقة سلالة تركية من أصول بدوية في آسيا الوسطى، وأصبحوا الحكام الجدد للعالم الإسلامي الشرقي بعد هزيمة الغزنويين في معركة دنداناقان، وسلالة البويهيين. بعد هذه الانتصارات، أسس السلاجقة أنفسهم كرعاة جدد للخلافة العباسية والإسلام السُني. في نصف قرن فقط، تمكن السلاجقة من إنشاء إمبراطورية شاسعة تشمل إيران الحديثة والعراق وجزء كبير من الأناضول. في عهد السلاجقة، تمتعت إيران بفترة ازدهار ثقافي. تم تطوير العديد من العمارة والفنون خلال هذه الفترة، وأثرت على التطورات الفنية اللاحقة في المنطقة والمناطق المحيطة بها.
في الخزف، تم إنشاء الزخارف الجميلة في الرسم تحت التزجيج والزخارف اللامعة والرسم متعدد الألوان. تم تزيين الأشياء المعدنية بتطعيمات من الفضة والذهب. طور السلاجقة العديد من الزخارف التصويرية مع تصوير متكرر للحيوانات والرجال والنساء. إن التمثيل المُجسم للأرقام ليس نادرًا على الإطلاق في الثقافة الإسلامية. في حين أن الصورة الرمزية في الأماكن المُقدسة مثل المساجد ممنوعة تمامًا، في الأماكن العلمانية، فإن تصوير الشخصيات أمر شائع.

## قصور السلاجقة

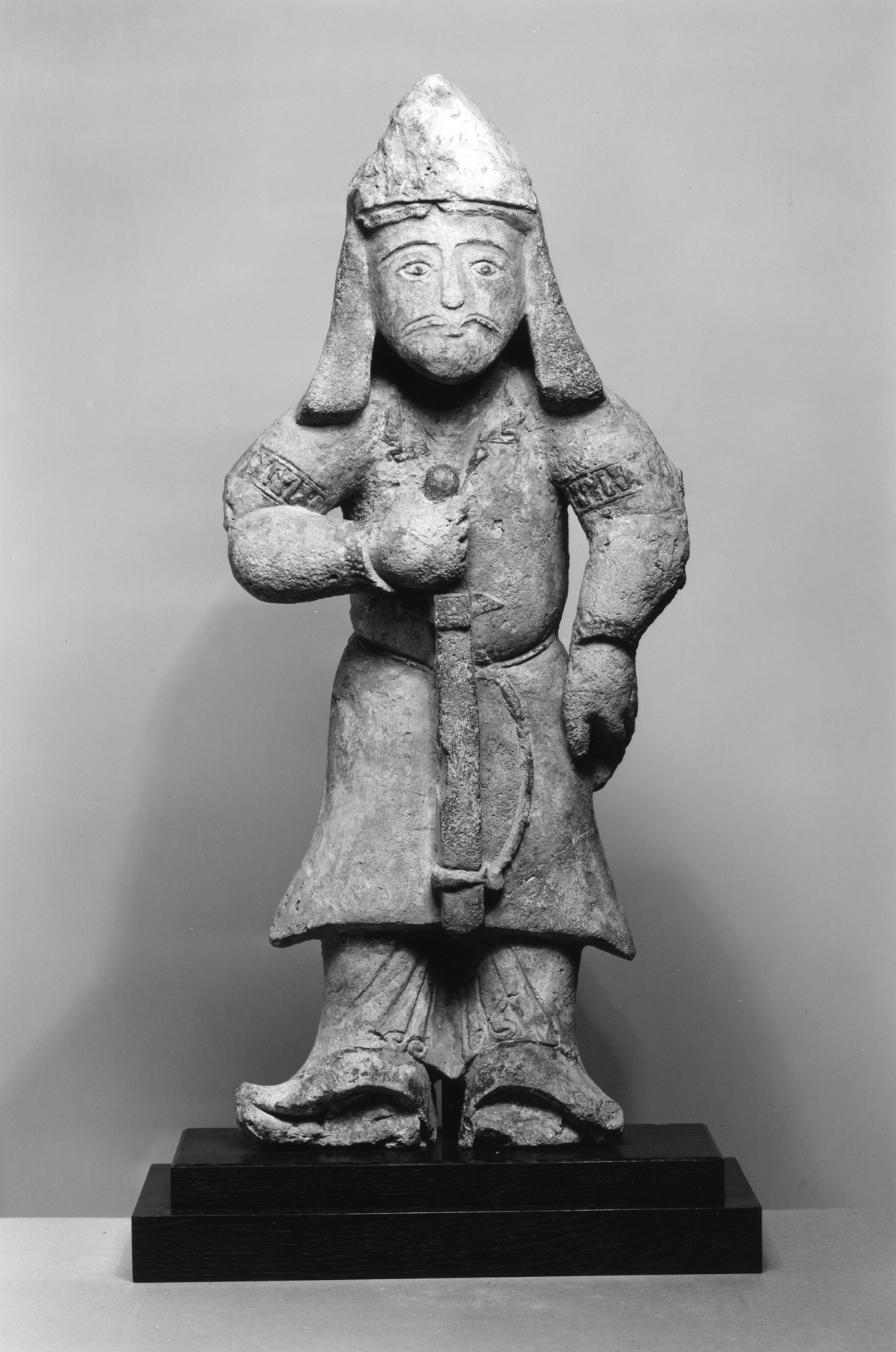
اكتشاف مجسمات محارب من الجص في إيران. مطلي باللون الأحمر والأزرق والأسود ومذهب بالذهب.

جميع القصور السلجوقية الآن في حالة خراب. وتشير الحفريات أن هذه القصور كانت مرة واحدة تم تزيين مع البلاط ومع الجص جدار النقوش من الأنماط والأشكال الهندسية. في بازار لاشغاري، وهو أنقاض قصر من العصر الغزنوي السابق، تم العثور على لوحات جدارية متعددة الألوان تصور 44 جنديًا تزين الطابق السفلي من قاعة الجمهور. لديهم جميعًا وجوه مستديرة متشابهة وعيون لوزية الشكل، مرتبطة تقليديًا بأتراك آسيا الوسطى. 
كانت الأشكال الجصية تزين قصور ملكية مماثلة في قاعة الجمهور أو البلاط الملكي. تم العثور عليها وهي تزين قصورًا كبيرة للسلاطين السلجوقيين، أو المحاكم الملكية الأصغر التابعة للتابعين المحليين أو الخلفاء.  قد تكون الأشكال الجصية جزءًا من زخرفة هندسية جصية أكبر تخفي الجدار الأساسي خلفها. أحد الأمثلة على الأشكال الجصية الكاملة يأتي من أواخر القرن الثاني عشر الري، والذي يصور السلطان السلجوقي طُغرل الثاني (1194) محاطًا بضباطه. تم العثور على أمثلة مماثلة في باست، أفغانستان، وفي سمرقند، وأوزبكستان. تم طلاؤها بألوان زاهية من الأحمر والأزرق والأسود ومُذهبة بالذهب. تعني الغُرفة المُظلمة في القصر حيث تم وضعهم أن هذا الرقم يحتاج إلى التميز قدر الإمكان.

## الشكل
الجص مادة لينة تشبه الأسمنت ذات أساس مائي يسهل نحتها عندما تجف وتتشكل عندما لا تزال رطبة خفة الوزن تجعل من السهل لصقها على الجدران. نجا العديد من شخصيات الجص من القرن الثاني عشر في حالة بدائية بسبب الحفاظ على جفاف الصحراء حيث تم العثور عليها. تم رسم الأشكال الجصية السلجوقية بألوان زاهية من الأزرق (مسحوق اللازورد) والأحمر (مسحوق الياقوت) والألوان السوداء، ومُذهبة بالذهب. 
كانت الأرقام تمثل القوة. في محيط القصر الملكي، يمثلون شخصيات مرتبطة بسلطة الإمبراطورية، على سبيل المثال الحرس الملكي أو الوزراء الملكيين أو الحاشية أو الأمير. تم تصوير شخصيات المحاربين على أنهم يمسكون بالسيوف. يرتدون القفاطين الغنية الملونة، والسراويل، وشرائط الطراز، والأحذية الطويلة. تم تصوير الشخصيات الملكية وهي ترتدي التيجان. يرتدي الشخصان الموجودان في متحف متروبوليتان للفنون في نيويورك التيجان، أحدهما يرتدي التاج المُجنح، وهو رمز قديم للسلطة تم تسجيله لأول مرة في العملات المعدنية الساسانية من القرن الثالث. جميع الأشكال الجصية للسلاجقة لها وجوه مستديرة مع عظام وجنتين نموذجيتين وعينين على شكل لوز، تُعرف باسم وجه القمر التركي، والتي تعكس الإشارة إلى النوع العرقي التركي والمغولي. عادة ما يتم عرض الأشكال الجصية في أجواء من البهاء والظروف، مما يعزز الاحتفالات الفعلية التي جرت في الغرفة حيث تم وضع الأشكال.

## الأعمال المذكورة
- اوني، جونيل (1984). انعكاس لتزيين قصر غزافيد على ديكور قصر الأناضول السلجوقي. ASTM. ثالثا. إزمير: EÜ. Edebiyat Fakültesi.
- يالمان، سوزان (2001). «فن سلاجقة إيران (حوالي 1040-1196)». متحف متروبوليتان للفنون.

## روابط خارجية
- هاريس، بيث؛ زوكر، ستيفن (2017). «شخصيتان ملكيتان (الفترة السلجوقية)». أكاديمية خان. أكاديمية خان. تم الاسترجاع 10 نوفمبر، 2017.